# Büschberg
Büschberg ist eine Hofschaft in der bergischen Großstadt Solingen.

## Geographie
Büschberg liegt an einem südlichen Talhang des Lochbachtals im Solinger Stadtbezirk Mitte nahe der Grenze zu Wald. Der Ort befindet sich unmittelbar südlich der Scheider Mühle, die am Ufer des Lochbachs liegt, auf etwa 180 Metern über NHN. Östlich von Büschberg liegt der Kleinenberg. südlich auf der Kuppe des Höhenrückens zwischen Loch- und Viehbach an der Beethovenstraße liegt die Ortslage Dingshaus. Im Südwesten liegt die Hofschaft Höhe, im Süden liegt die Wüstung Dorpskotten. Im Nordwesten liegt Mummenscheid, im Nordosten befindet sich das Dültgenstal.

## Etymologie
Die Flurbezeichnung Büschberg bezeichnet einen mit Büschen bestandenen Berg.

## Geschichte
Die Hofschaft Büschberg ist seit dem 16. Jahrhundert nachgewiesen. Im Jahre 1715 in der Karte Topographia Ducatus Montani, Blatt Amt Solingen, von Erich Philipp Ploennies ist der Ort mit einer Hofstelle verzeichnet und als Buisberg benannt. Der Hof gehörte zur Honschaft Scheid innerhalb des Amtes Solingen. Die Topographische Aufnahme der Rheinlande von 1824 und die Preußische Uraufnahme von 1844 verzeichnen den Ort als Buschberg. In der Topographischen Karte des Regierungsbezirks Düsseldorf von 1871 ist der Ort ohne Namen verzeichnet. In der Preußischen Neuaufnahme von 1893 ist der Ort als Büschberg bezeichnet.
Nach Gründung der Mairien und späteren Bürgermeistereien Anfang des 19. Jahrhunderts gehörte der Hof zur Bürgermeisterei Wald. 1815/16 lebten 38, im Jahr 1830 43 Menschen im als Weiler bezeichneten Buschberg.  1832 war der Ort Teil der Zweiten Dorfhonschaft innerhalb der Bürgermeisterei Wald, dort lag er in der Flur V. (Wald). Der nach der Statistik und Topographie des Regierungsbezirks Düsseldorf als Hofstadt kategorisierte Ort besaß zu dieser Zeit sieben Wohnhäuser und neun landwirtschaftliche Gebäude. Zu dieser Zeit lebten 38 Einwohner im Ort, davon zwei katholischen und 36 evangelischen Bekenntnisses. Die Gemeinde- und Gutbezirksstatistik der Rheinprovinz führt den Ort 1871 als Büsberg mit neun Wohnhäusern und 72 Einwohnern auf. Im Gemeindelexikon für die Provinz Rheinland von 1888 werden für Büschberg neun Wohnhäuser mit 57 Einwohnern angegeben. 1895 besitzt der Ortsteil neun Wohnhäuser mit 56 Einwohnern, 1905 werden zehn Wohnhäuser und 46 Einwohner angegeben.
Mit der Städtevereinigung zu Groß-Solingen im Jahre 1929 wurde die Hofschaft Büschberg ein Teil Solingens. Aufgrund ihrer abgeschiedenen Hanglage im Lochbachtal blieb die Hofschaft von Verkehrsbauprojekten im 20. Jahrhundert verschont. Die Zeppelinstraße, benannt nach dem Luftschiffkonstrukteur Ferdinand von Zeppelin, wurde auf einem Damm durch das Lochbachtal an der Hofschaft Büschberg vorbei im Jahre 1912 angelegt. Von den historischen Fachwerkhäusern in Büschberg stehen seit 1984/1985 die Gebäude Büschberg 1, 3, 10, 19 und 21 sowie das Haupthofschaftshaus Büschberg 11, 13, 15, 17 unter Denkmalschutz.

## Architektur
Durch ihre abgeschiedene Lage konnte die Hofschaft ihren ursprünglichen Hofschaftscharakter mit verstreuten Wohn- und Nebengebäuden in Fachwerkbauweise über die Jahrhunderte weitgehend bewahren. Die Hofschaft ist noch heute von einer Grünzone aus Gärten, Wiesen und Buschwerk umgeben. Im Zentrum der Hofschaft steht das Haupthofschaftshaus Büschberg 11 bis 17, dessen Kern zwei ursprünglich freistehende, einraumtiefe, zweistöckige Wohnhäuser des 16./17. Jahrhunderts bilden. Diese haben einen zweizelligen Grundriss bestehend aus Herdraum und Stube, außerdem sind für diese ihre traufseitigen Eingänge und die Satteldächer charakteristisch. Das Gebäude Büschberg 13 stammt aus dem 17. Jahrhundert und wurde Anfang des 19. Jahrhunderts um einen Anbau mit verschindeltem, breitem Giebel verlängert. Das Gebäude Büschberg 11 wurde um 1746/50 angebaut, dessen Fachwerk durch eine Reihe von Andreaskreuzen belebt wird. Das Gebäude Büschberg 15 wurde Mitte des 18. Jahrhunderts zwischen die älteren Gebäudeteile gesetzt. Der Gebäudeteil Büschberg 17 stammt aus dem Jahre 1570, er wurde im 18. Jahrhundert nach hinten erweitert.

Die das Haupthaus umgebenden Bauten stammen aus dem 18./19. Jahrhundert. Das Gebäude Büschberg 5 entstand um das Jahr 1800, das Gebäude Büschberg 19 stammt aus dem Jahre 1837 und das Fachwerkhaus mit Krüppelwalmdach, Büschberg 21, entstammt dem Jahr 1746/47.

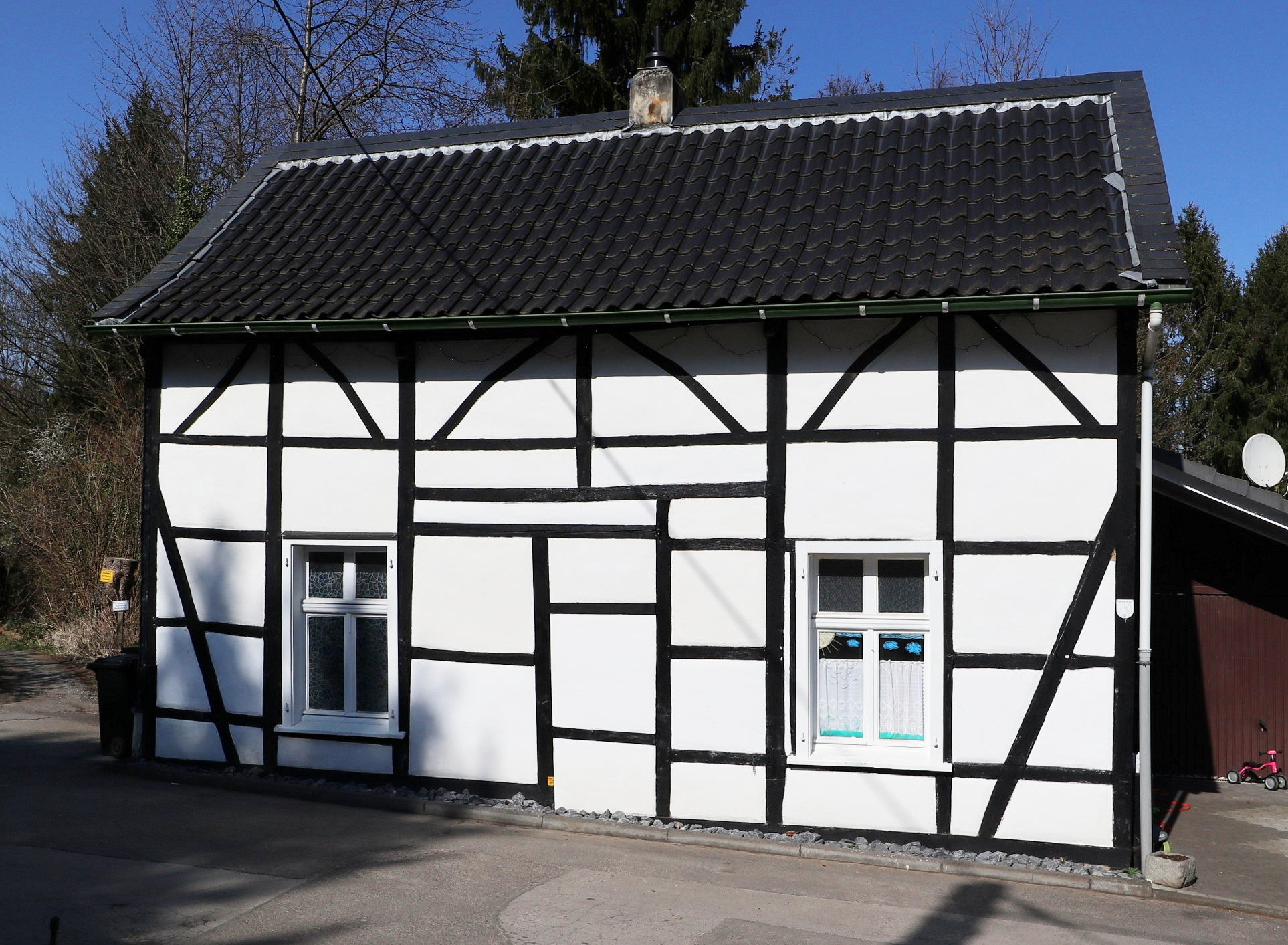
Büschberg 3
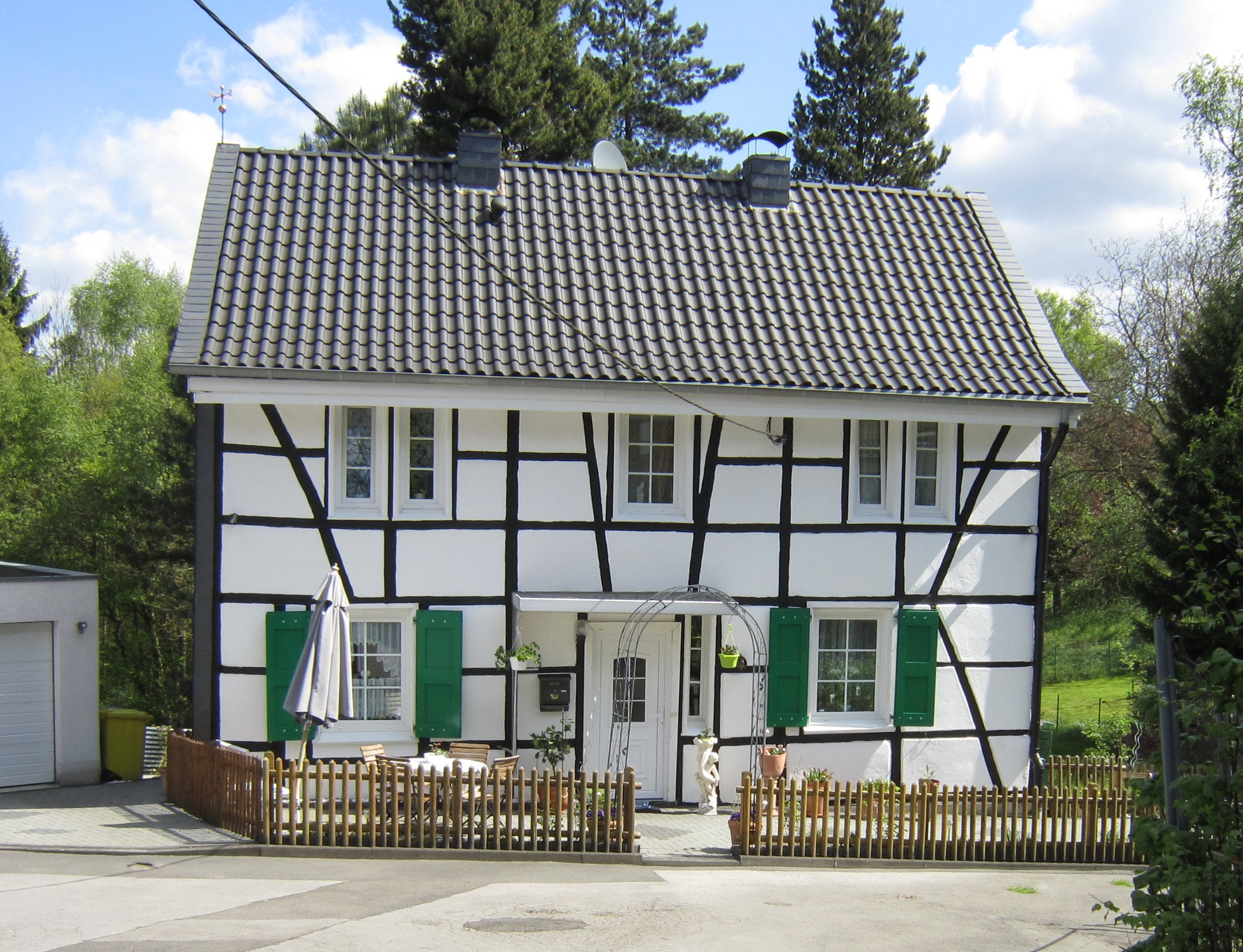
Büschberg 5
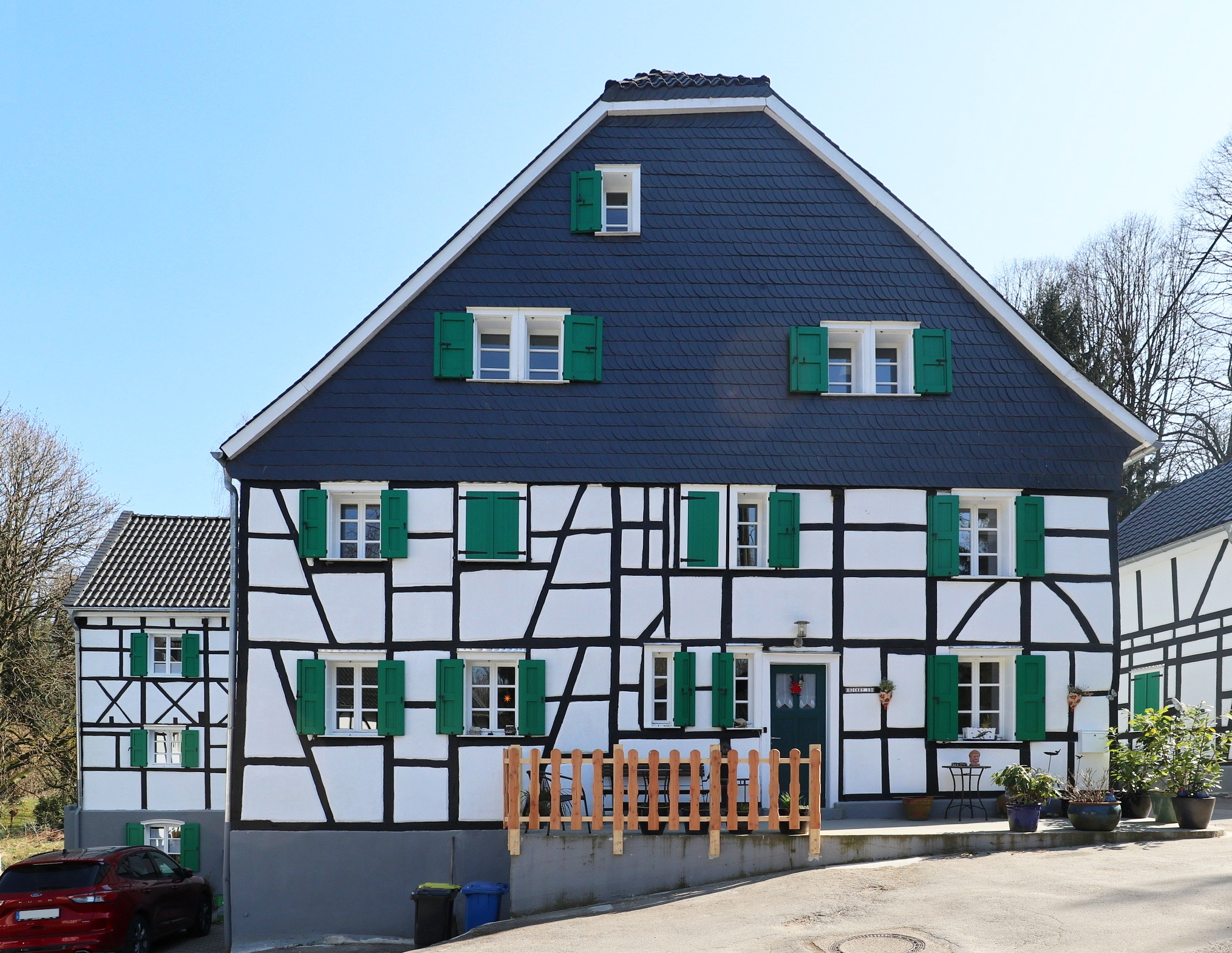
Das sanierte Haupthofschaftshaus Büschberg 11–17
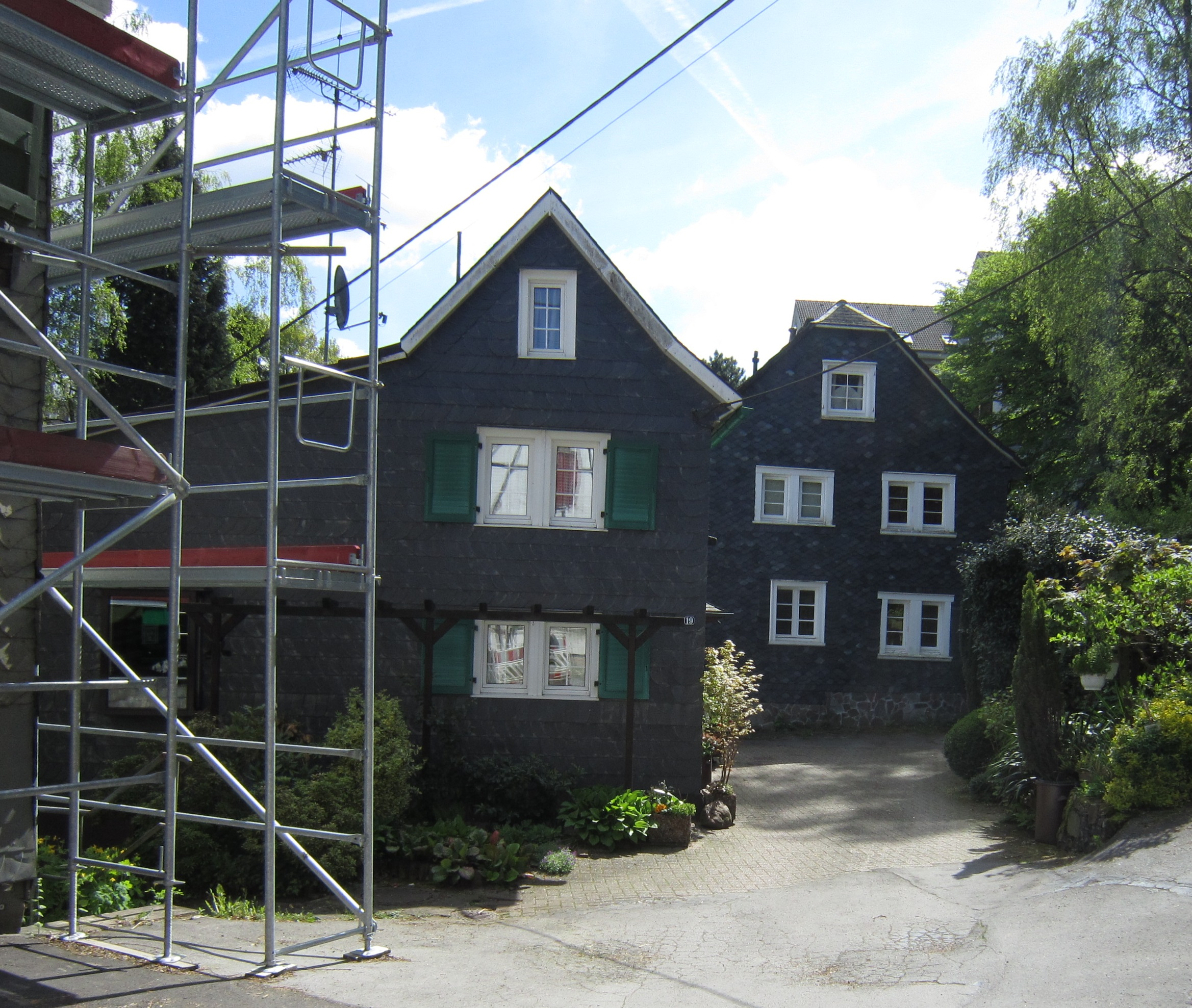
Büschberg 19 und 21